# Horwood
Horwood är en by i civil parish Horwood, Lovacott and Newton Tracey, i distriktet North Devon, i grevskapet Devon i England. Horwood var en civil parish fram till 1986 när blev den en del av Newton Tracey. Civil parish hade 79 invånare år 1961. Byn nämndes i Domedagsboken (Domesday Book) år 1086, och kallades då Horewod/Horewode/Horewda/Horewoda.